# Haris Brkić
Haris Brkić (in serbo Хaрис Бркић?; Sarajevo, 24 luglio 1974 – Belgrado, 13 dicembre 2000) è stato un cestista jugoslavo.

## Carriera
Brkić inizia a giocare a 10 anni nel Bosna Sarajevo. Nel 1992, durante la guerra in Bosnia, decide di passare in Serbia nel Partizan Belgrado, che nella prima stagione lo dà in prestito al Borac Čačak, piccola squadra di grande tradizione.
Tornato a Belgrado raccoglie grandi risultati come 3 campionati jugoslavi, 3 coppe e fu uno dei migliori giocatori della final four dell'Eurolega nel 1998.
Nella stagione 1999-2000 passa in Montenegro al Budućnost Podgorica, dove vince un campionato da imbattuto. Nel novembre del 2000 decide di tornare al suo Partizan.

## Uccisione
Il 13 dicembre del 2000 a metà allenamento si sentì male e fu lasciato tornare a casa. 
Ma mentre stava per salire nella sua auto due killer lo hanno avvicinato ed ucciso all'esterno della Pionir Hall con due colpi di pistola.
I due killer non sono stati mai individuati ed il motivo dell'uccisione non è ancora conosciuto.

## Palmarès
- YUBA liga: 4

Partizan Belgrado: 1994-95, 1995-96, 1996-97
Budućnost: 1999-2000
- Coppa di Jugoslavia: 3

Partizan Belgrado: 1994, 1995, 1999